# Абу-Хаммад
Абу-Хаммад (араб. أبو حماد‎) — город на севере Египта, расположенный на территории мухафазы Шаркия.

## Географическое положение
Город находится на востоке мухафазы, в юго-восточной части дельты Нила, на берегу канала Исмаилия, на расстоянии приблизительно 15 километров к востоку-юго-востоку (ESE) от Эз-Заказика, административного центра провинции. Абсолютная высота — 12 метров над уровнем моря.

## Демография
По данным переписи 2006 года численность населения Абу-Хаммада составляла 39 361 человек.
Динамика численности населения города по годам:
| 1996   | 2006   | 2018   |
| ------ | ------ | ------ |
| 29 501 | 39 361 | 39 644 |

## Транспорт
Ближайший крупный гражданский аэропорт — Международный аэропорт Каира.